# Johann Heinrich Grüneberg

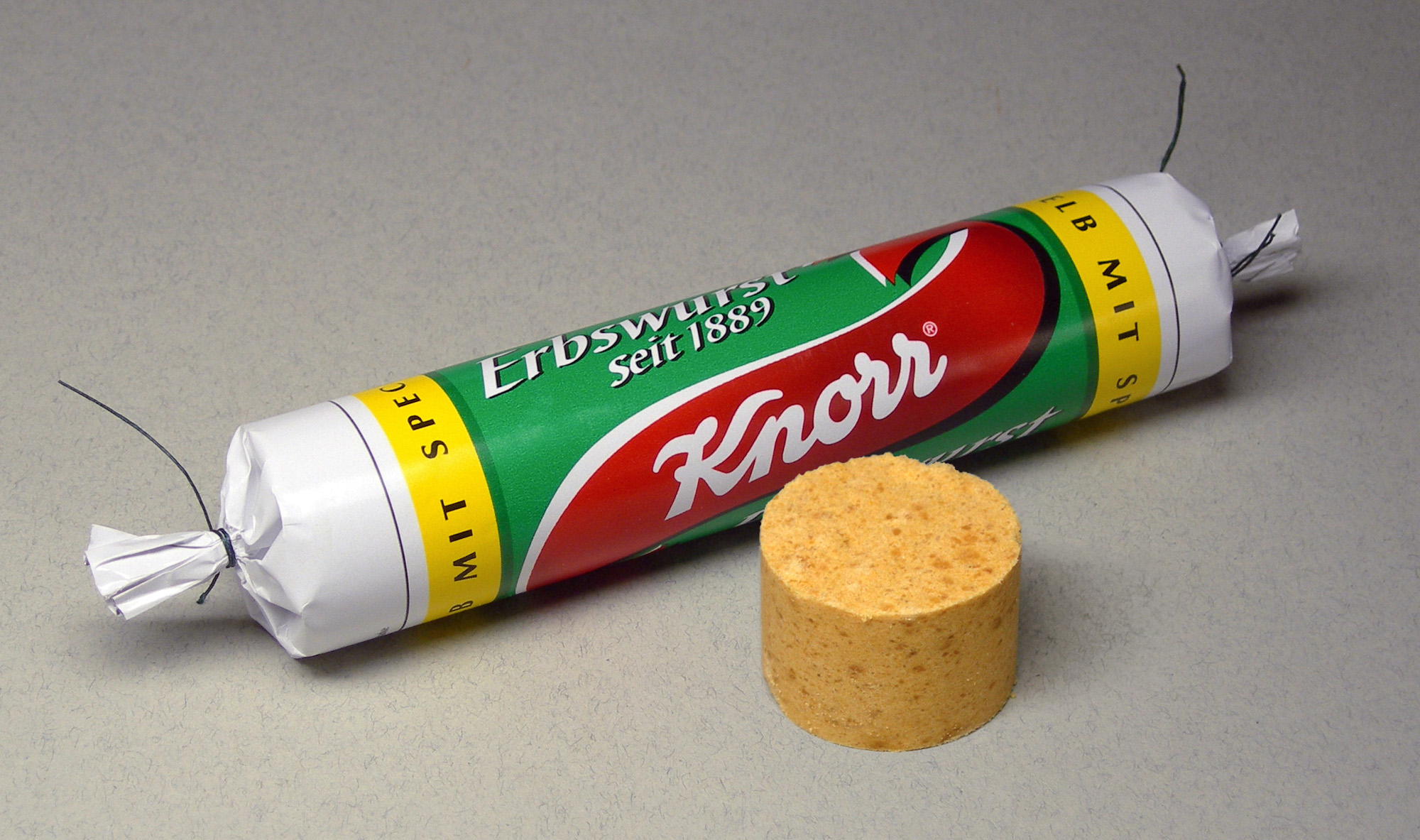
Pasta de erbswurst en su envoltorio típico.

Johann Heinrich Grüneberg (Berlín; 13 de mayo en 1819 - Berlín, 9 de octubre de 1872) fue un cocinero alemán y fabricante de conservas. Conocido en la cocina alemana por haber sido el inventor de la pasta de guisantes denominada erbswurst.

## Biografía
Grüneberg inventó en el año 1867 la pasta erbswurst, que posteriormente llegó a ser uno de los alimentos de supervivencia de los soldados prusianos del frente guerra Franco-prusiana en el año 1870. El llegó a vender su descubrimiento por la cantidad de 35000 táleros al gobierno prusiano de la época para que produjera y conservara con fines militares este alimento.